# Metzervisse

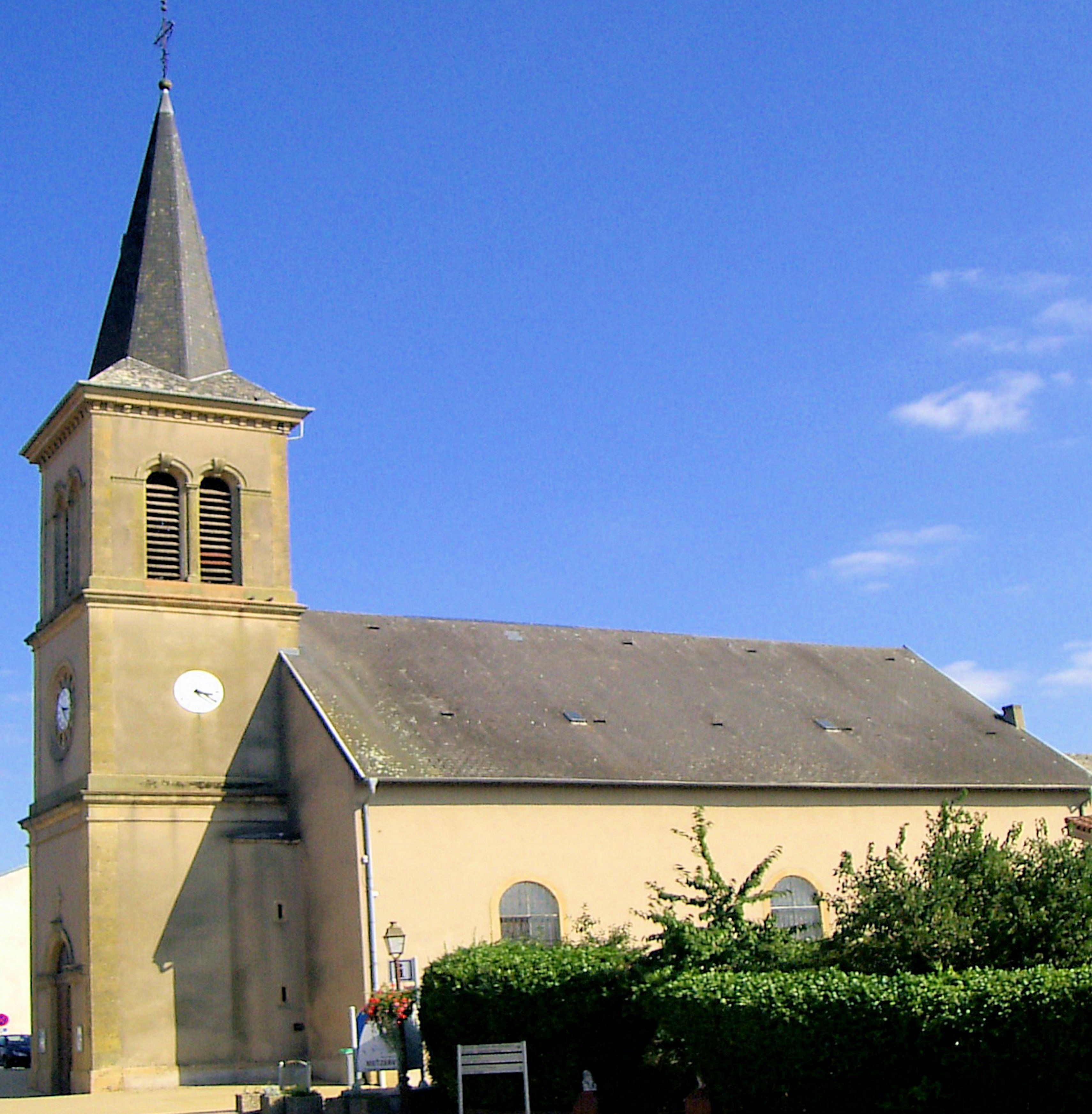
Johannes-der-Täufer-Kirche

Metzervisse (deutsch Metzerwiese, 1940–1944 Metzerwiesen, lothringisch Metzerwis) ist eine französische Gemeinde mit 2276 Einwohnern (Stand 1. Januar 2022) im Département Moselle in der Region Grand Est (bis 2015 Lothringen). Sie gehört zum Arrondissement Thionville und zum Kanton Metzervisse.

## Geographie
Die Gemeinde Metzervisse liegt im Tal des Flusses Bibiche, etwa zehn Kilometer südöstlich von Thionville (Diedenhofen), an der Straße nach Bouzonville (Busendorf) und Saarlouis.

## Geschichte
Der Ort wurde im 10. Jahrhundert erstmals als Wiehs erwähnt. Er gehörte zum Bistum Metz und liegt nahe bei einer alten Römerstraße.
Infolge des Pyrenäenfrieden mussten Diedenhofen und Umland am 7. November 1659 vom Herzogtum Luxemburg an Frankreich abgetreten werden.
Durch den Frankfurter Frieden vom 10. Mai 1871 kam die Region an das deutsche Reichsland Elsaß-Lothringen, und das Dorf wurde dem Kreis Diedenhofen-Ost im Bezirk Lothringen zugeordnet. Die Dorfbewohner betrieben Getreide-, Obst-, Gemüsebau und Viehzucht. Am Ort gab es eine Tuchfabrik, Kalkbrennereien und eine Bierbrauerei. Metzerwiese war Kantonshauptort und hatte ein Steueramt und ein Friedensgericht. 
Nach dem Ersten Weltkrieg musste die Region aufgrund der Bestimmungen des Versailler Vertrags 1919 an Frankreich abgetreten werden und wurde Teil des Département Moselle. Der deutsche Ortsname wurde französisiert und amtlich in Metzervisse umbenannt. Im Zweiten Weltkrieg war die Region von der deutschen Wehrmacht besetzt.
Im Gemeindewappen sind die früheren Herrschaften über Metzervisse versammelt: das Herzogtum Luxemburg, die Herrschaft von Illange im Besitz der Familie Milberg, die dem Haus Rodemach entstammte, die Herrschaft von Distroff, die Herrschaft Domprobst der Familie Sierck und schließlich das Haus Rodemach selbst. Das Wappen wurde von der Heraldischen Kommission des Départements Moselle entworfen und am 20. November 1948 von der Gemeinde angenommen.
Vom 1. Februar 1971 bis zum 31. Dezember 1981 war der Nachbarort Volstroff (Wolsdorf) eingemeindet.

### Bevölkerungsentwicklung
| Jahr      | 1962 | 1968 | 1975 | 1982 | 1990 | 1999 | 2007 | 2019 |
| Einwohner | 1009 | 1156 | 1115 | 1169 | 1157 | 1271 | 1612 | 2264 |

## Belege
1. 1 2  Eugen H. Th. Huhn: Deutsch-Lothringen. Landes-, Volks- und Ortskunde, Stuttgart 1875, S. 332 (google.books.de).
2. ↑  Wappenbeschreibung auf genealogie-lorraine.fr (französisch)